# Paul Colin (Künstler)
Paul Colin (* 27. Juni 1892 in Nancy; † 18. Juni 1985 in Nogent-sur-Marne) war ein französischer Gebrauchsgrafiker, Dekorateur und Maler. Er war international vor allem für seine Plakatgestaltungen bekannt.

## Leben
Paul Colin war ein Schüler von Eugène Vallin und Victor Prouvé. Der Beginn seiner Arbeiten war noch sehr vom Art déco geprägt, bis er später seinen eigenen, sehr persönlichen Stil fand. Er war Gestalter von mehr als 1.400 Plakaten, zahlreichen Bühnenbildern und Kostümen. Seine Arbeit erregte internationale Aufmerksamkeit: 1964 wurde er zur documenta III in die Abteilung Graphik nach Kassel eingeladen.
Als Bewunderer und Liebhaber von Josephine Baker gestaltete er 1925 die Plakate ihrer Revue Nègre. Er entwarf mehr als 40 Jahre Plakate für ihre Aufführungen sowie zahlreiche Bühnenbilder und Kostüme. Er lieferte auch 30 Illustrationen zu Josephine Bakers Memoiren.

## Veröffentlichungen
- Le Tumulte noir: Josephine Baker et la Revue Nègre. 42 Zeichnungen lithographiert von Mario Ferrer. Paris 1927.